# Club Atlético Independiente (Neuquén)
El Club Atlético Independiente (Neuquén) es un club deportivo argentino, con sede en la ciudad de Neuquén. Fue fundado el 27 de febrero de 1921. Participa del Torneo Regional Federal Amateur en fútbol y de La Liga Federal de Básquetbol.
En fútbol, tiene una extensa trayectoria en torneos de ascenso, donde disputó los antiguos Torneos Regionales, Torneos del Interior de tercera división, 11 temporadas del Torneo Argentino B y el actual Torneo del Interior de quinta división. En este último, obtuvo en la edición 2012 el ascenso mediante la promoción ante Complejo Deportivo Teniente Origone, luego de ser finalista. Regionalmente, disputa la Categoría A de la Liga de Fútbol del Neuquén, donde obtuvo 14 títulos.
Alcanzó la fase final de la Copa Argentina 2014/15, donde fue derrotado por Racing Club.
En básquetbol, disputó la Liga Nacional de Básquet por siete temporadas, en dos períodos: entre 1989 y 1993, y entre 2007 y 2009, cuando le vendió su plaza al Club Central Entrerriano. Además, está afiliado y es uno de los fundadores de la Federación de Básquetbol del Neuquén.
Cuenta con 5500 socios, que también practican natación, hockey sobre césped, tiro al plato y a la hélice, rugby, tenis de mesa y sóftbol.

## Historia
Fue fundado el 27 de febrero de 1921 por el farmacéutico italiano Ferruccio Verzegnassi, con el objetivo de crear un club social "independiente" del Club Atlético Pacífico y el Atletic Club Neuquén.
En 2012 obtuvo el ascenso al Torneo Argentino B tras vencer en la promoción del Torneo del Interior 2012. Militó un año en dicha categoría y desde 2014 hasta 2019 participó en el Torneo Federal A, tercera división del fútbol argentino.
Desde 2021 participa del Torneo Regional Federal Amateur.

## Rivalidades
Su clásico rival es el Club Atlético Pacífico, de su misma ciudad, mientras que además tiene rivalidades con Alianza (que también compite en la Liga de Fútbol de Neuquén), Cipolletti y Deportivo Roca (los últimos dos de la Provincia de Río Negro).

## Estadio
Juega de local en el estadio La Chacra, con capacidad para 9000 espectadores.
Además posee un pabellón de básquetbol denominado La Caldera, con capacidad para 2350 personas.

## Jugadores

### Fútbol

#### Jugadores destacados
Algunos futbolistas destacados que surgieron o pasaron por el club:
- Omar Dehais
- Hugo Raschia
- Orlando Porra
- Nicolas Peralta
- Mauricio Villa
- Maximiliano Bevacqua
- Carlos Fondacaro
- Leandro Marín
- Fabián Sambueza
- Diego Trotta

### Básquet

#### Jugadores destacados
Algunos baloncestistas destacados que pasaron por el club:
- Horacio Beigier
- Christian Boudet
- Gabriel Darrás
- Esteban De la Fuente
- Ezequiel Dentis
- Juan Manuel Fabi
- Bruno Gelsi
- Melvin Johnson
- Leandro Lauro
- Keith Lee
- Ignacio Ochoa
- Marcelo Richotti
- Nicolás Romano
- Facundo Sucatzky
- Luis Emilio Villar

## Datos del club

### Fútbol
- Temporadas en primera división: 0
- Temporadas en segunda división: 0
  - Participaciones en el Torneo Regional: 6 (1967, 1970, 1975, 1977, 1978, 1979)
- Temporadas en tercera división: 7
  - Torneo del Interior: 5 (1987, 1988, 1989, 1990, 1994)
  - Torneo Federal A: 5 (2014, 2015, 2016, 2017 y 2018-2019)
- Temporadas en cuarta división: 15
  - Torneo Argentino B: 11
  - Torneo Regional Federal Amateur: 4 (2019-2020, transición 2020-2021, 2021-2022-2023

) 
- Temporadas en quinta división:
  - Torneo del Interior: 3 (2010, 2011 y 2012)
- Participaciones en Copa Argentina: 3 (2012/13, 2013/14, 2014/15)

### Básquet
- Temporadas en primera división (LNB): 7 (1989, 1990, 1990/91, 1991/92, 1992/93, 2007/08, 2008/09)[9]
  - Mejor puesto en la LNB: 3.º (1990)[9]
- Temporadas en segunda división: 10[9]
  - Temporadas en Primera Nacional B: 4 (1985, 1986, 1987, 1988)[9]
  - Temporadas en Torneo Nacional de Ascenso: 6 (1995/96, 1996/97, 1997/98, 2005/06, 2006/07, 2009/10)[9]
- Temporadas en tercera división: 8
  - Temporadas en Primera Nacional B:
  - Temporadas en Torneo Federal de Básquetbol: 8 (2014/15, 2015/16, 2016/17, 2017/18, 2018/19, 2019/20, 2021, 2022)

## Palmarés

### Fútbol
- Campeón LiFuNe: 12 (Oficial 81, 83, 87, 88, Clausura 88, Oficial 92, Apertura y Clausura 96, Apertura 97, Oficial 2001, Oficial 2005 y Oficial 2019)
- Campeón Provincial: 1 (1991)

### Básquet
- Subcampeón Primera Nacional B: 1 (1988, ascenso a LNB)[9]
- Subcampeón Torneo Nacional de Ascenso: 1 (2006/07, ascenso a LNB)[9]